# Sarbanissa insocia
Sarbanissa insocia är en fjärilsart som beskrevs av Walker 1865. Sarbanissa insocia ingår i släktet Sarbanissa och familjen nattflyn. Inga underarter finns listade.